# Христо Николов (сръбски учител)
Христо Николов (на сръбски: Риста Николић или Rista Nikolić) е сръбски учител, деец на Сръбската пропаганда в Македония.

## Биография
Роден е на 6 юли 1880 година в Гевгели, Османската империя. Учи в Солунската и в Цариградската сръбска гимназия и завършва Музикално училище в Белград. Преподава музика в Призренската семинария в 1904/1905 година. На следната 1905/1906 година преподава в Плевля, а по-късно в Битолската сръбска гимназия.